# Баньо-Розелле
Баньо-Розелле (итал. Bagno Roselle) — фракция коммуны Гроссето в провинции Гроссето в области Тоскана Итальянской Республики. По данным XIV переписи населения Италии 2001 года, численность населения составляла 1400 человек.

## География

### Географическое положение
Находится в географической области Маремма в итальянском регионе Тоскана. Располагается в 6,3 км к северо-востоку от административного центра коммуны Гроссето. Высота над уровнем моря — 25 м.

### Климат
По Классификации климатов Кёппена, климат селения определяется как Csa — Средиземноморский климат. Температура здесь в среднем 15,5°C. Среднегодовая норма осадков — 826 мм.

## Достопримечательности

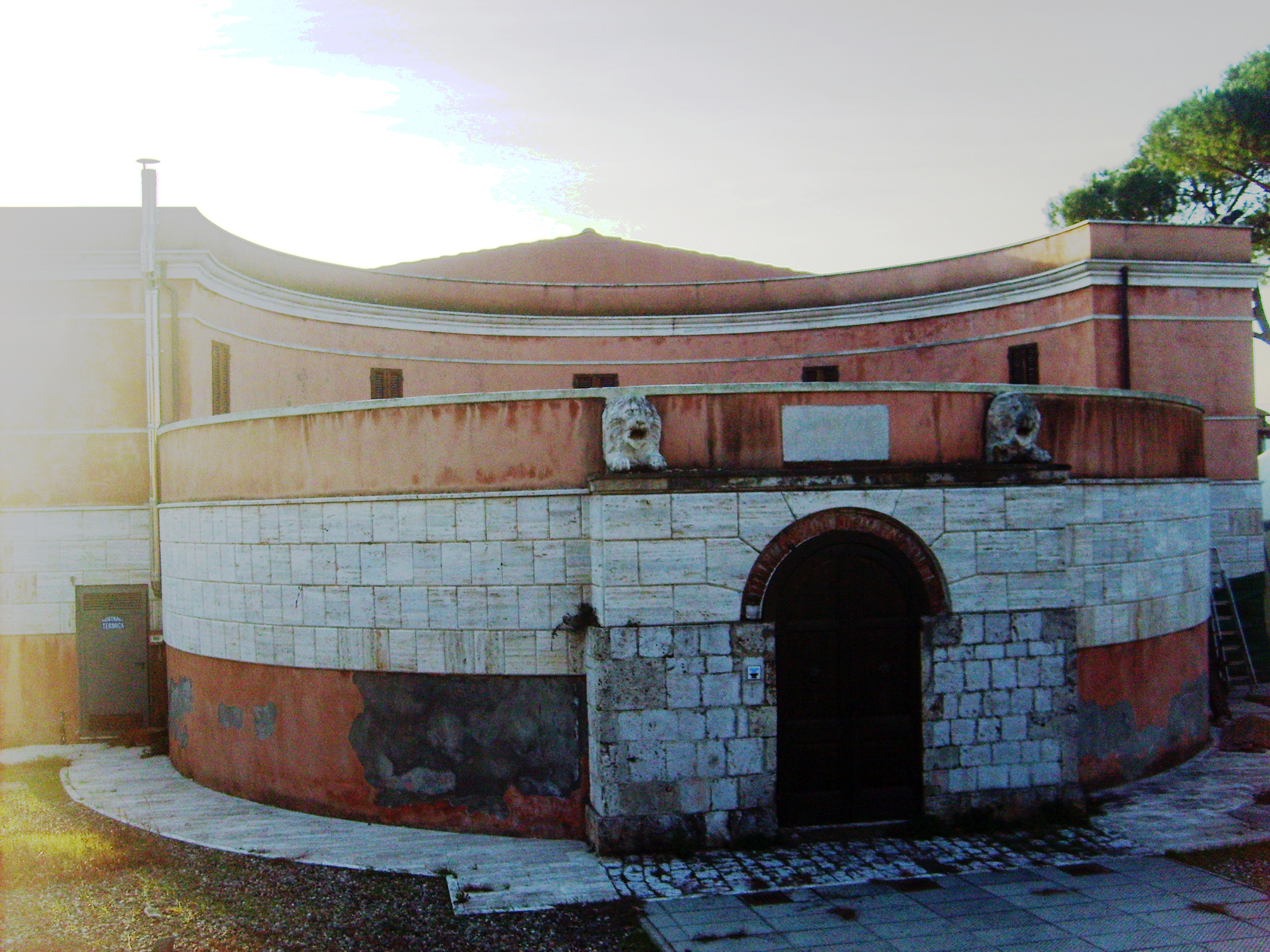
Термы Розелле

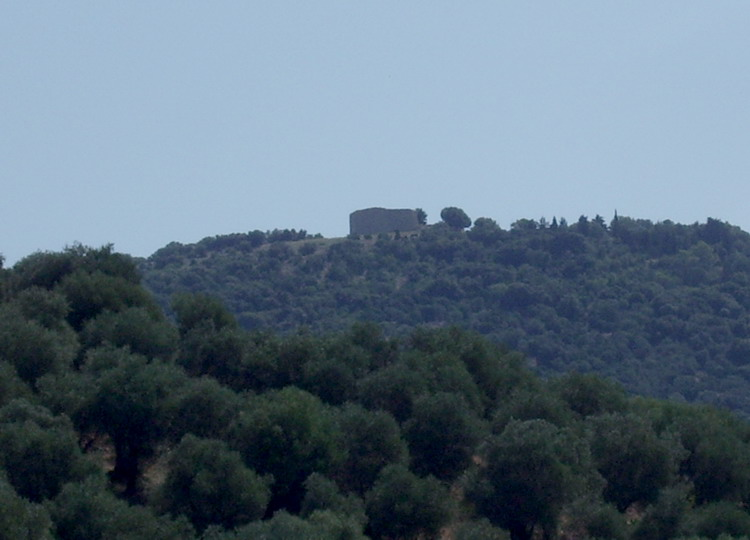
Панорама с Тино-ди-Москона на вершине холма

Термы Розелле — недействующий спа-курорт в муниципалитете Гроссето, построенный в 1824 году, действовал до 1966 года.
Тино-ди-Москона — характерное средневековое укрепление, расположенное на вершине одноимённого холма, возвышающегося над всем селением